# Que Sera, Sera (Whatever Will Be, Will Be)
"Que Sera, Sera (Whatever Will Be, Will Be)" eller "Whatever Will Be, Will Be (Que Sera, Sera)" är en sång på engelska med musik av Jay Livingston och text av Ray Evans. Sången publicerades 1956 och var med i 1956 års version av filmen Mannen som visste för mycket, med Doris Day och James Stewart i huvudrollerna. Doris Day spelade in sången för filmen, och den blev listetta i både USA och Storbritannien. Den blev Doris Days signaturmelodi och användes som signaturmelodi på hennes TV-shower. Sången belönades 1956 med en Oscar för bästa sång.

## Coverversioner
- Bandet Sly and the Family Stone sjöng en cover på sången på deras musikalbum Fresh från 1973.
- Sången användes på titelscenen i filmen Häxor, läxor och dödliga lektioner, med Winona Ryder, med arrangemang av Van Dyke Parks och framförd av Syd Straw. Versionen som Sly & the Family Stone gjorde finns också med i filmen.
- I Kanada var sången en stor hit in 1977 med duon The Raes, som bestod av make och hustru. De spelade in sången i stilen disco-pop.
- Kikki Danielsson spelade in en cover på sången på hennes album "Rock'n Yodel" från 1979. [2]
- En version av sången framfördes av Pink Martini i pilotavsnittet till serien "Dead Like Me".
- Gitarristen Johnny Thunders spelade 1985 in en version för sitt musikalbum med samma namn.
- Sången finns också med i Simpsons-avsnittet Bart's Comet, då Ned Flanders sjunger melodin för att trösta sig själv innan Springfield är på väg att förstöras av en komet.

## Svensk text
"Que Sera, Sera" fick svensk text av signaturen "Hello" och hette då "Det som sker, det sker". Under detta namn spelades melodin in 1956 av såväl Gerd Persson (Columbia) som av Nora Brockstedt (Cupol), Ulla Christenson med Gunnar Svenssons orkester (Decca) och Birgitta Bäck med Harry Arnolds orkester (Metronome). En senare inspelning med den svenska texten har gjorts av Tonix (1971).

## I kulturen
Que Sera Sera var också namnet på USA:s flottas flygplan R4D (Douglas DC-3) som användes i "Operation Deep Freeze II" 1956. Det var det första flygplanet att landa på Sydpolen, vilket skedde den 31 oktober 1956 med en besättning på 7 man och med namn efter en sång som var populär på den tiden. Den finns nu (2006) på "Naval Air Museum" i Pensacola i delstaten Florida i USA, med en vinge som skadades av orkanen Ivan 2004.
Engelska fotbollsfans lånar ofta sångtexten då de når en cupfinal på Wembley Stadium, och de sjunger då "Que Será Será, Whatever Will Be Will Be, We're Going to Wembley, Que Será Será!".
Vid de matcher som gick till straffsparksavgörande under VM i fotboll 2006 i Tyskland spelades sången innan straffsparkarna skulle slås. 
AIK:s Supportrar sjunger ofta en version då laget spelar. De sjunger då "Que será será, Vi håller på AIK, Vi håller på AIK, Que será será"